# 작은 거인 (2013년 텔레비전 프로그램)
《작은 거인》은 2013년 10월 27일부터 2013년 12월 29일까지 방송되었던 텔레비전 프로그램이다.

## 방영 목록
| 회차 | 방영일           | 출연 기업           |
| ---- | ---------------- | ------------------- |
| 1회  | 2013년 10월 27일 | 넥센타이어          |
| 2회  | 2013년 11월 3일  | 미스터피자          |
| 3회  | 2013년 11월 10일 | 한국콜마            |
| 4회  | 2013년 11월 17일 | 샘표식품            |
| 5회  | 2013년 11월 24일 | 화승알앤에이        |
| 6회  | 2013년 12월 1일  | 고려제강            |
| 7회  | 2013년 12월 8일  | 신한다이아 몬드공업 |
| 8회  | 2013년 12월 15일 | 한국파워트레인      |
| 9회  | 2013년 12월 22일 | 한세실업            |
| 10회 | 2013년 12월 29일 | 서울반도체          |

## 같이 보기
- 신화창조의 비밀 (2003년 11월 7일 ~ 2005년 10월 28일)
- 신화창조 (2005년 11월 6일 ~ 2006년 9월 24일)
- 기업 열전 K1(2009년 10월 22일 ~ 2010년 12월 30일)
- 백년의 기업/가게(2011년 1월 9일 ~ 2013년 1월 20일)
- 히든 챔피언(2013년 4월 10일 ~ 2013년 8월 14일)
- 희망기업 열전(2013년 10월 25일 ~ 2014년 5월 2일)